# Krzysztof Włodarczyk
Krzysztof Włodarczyk (Varsóvia, 19 de setembro de 1981) é um pugilista polonês, atual campeão mundial dos cruzadores pelo Conselho Mundial de Boxe.

## Biografia
Włodarczyk começou a lutar boxe profissionalmente em 2000, tendo se mantido invicto pelos três anos seguinte, em um total de 20 lutas disputadas. Nesse ínterim, Włodarczyk conquistou o título inter-continental dos cruzadores da Federação Internacional de Boxe, uma conquista de menor expressão, mas que para um lutador de apenas 20 anos de idade, também não poderia ser de todo desprezada.
Ambicionando aumentar sua popularidade e credibilidade, Włodarczyk tentou em seguida capturar também o título inter-continental dos cruzadores da Associação Mundial de Boxe, em uma luta contra o russo Pavel Melkomyan. Realizada em abril de 2003, a controvertida luta entre Włodarczyk e Melkomyan terminou com a vitória do russo nos pontos.
Após sofrer sua primeira derrota na carreira, nos anos seguintes, Włodarczyk seguiu acumulando vitórias e outros títulos menores, tais como o de campeão mundial jovem dos cruzadores do Conselho Mundial de Boxe. Porém, finalmente, em 2006, a grande oportunidade de Włodarczyk veio com o convite para a disputa do título mundial vago dos cruzadores da Federação Internacional de Boxe.
Enfrentando o americano Steve Cunningham, em uma luta realizada em novembro de 2006, Włodarczyk foi declarado o vencedor do confronto pelos jurados, após 12 assaltos de uma luta bastante equilibrada. Então, aos 25 anos de idade, em apenas seis anos de carreira, Włodarczyk pôde enfim celebrar a conquista de um título de grande expressão no mundo do boxe.
No entanto, a alegria de Włodarczyk durou apenas seis meses, vito que na revanche contra Cunningham, ocorrida em maio de 2007, o resultado acabou sendo exatamente o reverso da primeira luta, com Cunningham vencedor nos pontos, após doze assaltos.
Após ter perdido seu cinturão, Włodarczyk não se fez de rogado e, em maio de 2009, desafiou o título do italiano Giacobbe Fragomeni, que era o então detentor do cinturão de campeão mundial dos cruzadores do Conselho Mundial de Boxe. O resultado dessa luta acabou sendo um empate, de modo que Fragomeni manteve seu título. Seis meses mais tarde, porém, Fragomeni acabou perdendo seu título para o lutador húgaro Zsolt Erdei.
Quando Erdei decidiu abdicar de seu título dos cruzadores, em janeiro de 2010, o Conselho Mundial de Boxe resolveu organizar uma nova luta entre Włodarczyk e Fragomeni, no intuinto de preencher o posto de campeão deixado vago. Ocorrido em maio de 2010, nesse segundo encontro entre Włodarczyk e Fragoemni, o polonês decidiu a luta no oitavo assalto, obtendo uma vitória por nocaute técnico.
Novamente de volta ao topo, Włodarczyk havia se tornado o campeão mundial dos cruzadores do Conselho Mundial de Boxe, título este que ele defendeu com sucesso por duas vezes, entre 2010 e 2011.